# Hogna longitarsis
Hogna longitarsis là một loài nhện trong họ Lycosidae.
Loài này thuộc chi Hogna. Hogna longitarsis được Frederick Octavius Pickard-Cambridge miêu tả năm 1902.